# Los Picos de Montejurra
Montejurra är en bergstopp i Spanien.   Den ligger i provinsen Provincia de Navarra och regionen Navarra, i den nordöstra delen av landet, 280 km nordost om huvudstaden Madrid. Toppen på Montejurra är 1 042 meter över havet, eller 492 meter över den omgivande terrängen. Bredden vid basen är 17,2 km.
Terrängen runt Montejurra är huvudsakligen kuperad, men åt nordost är den platt. Runt Montejurra är det glesbefolkat, med 16 invånare per kvadratkilometer. Närmaste större samhälle är Estella-Lizarra, 5,3 km norr om Montejurra. Trakten runt Montejurra består till största delen av jordbruksmark.